# Максимці
Максимці́ — село в Україні, у Яворівському районі Львівської області. Населення становить 124 особи. Орган місцевого самоврядування - Мостиська міська рада.